# Sylvain Cappell
Sylvain Edward Cappell (Bruxelas, 1946) é um matemático belgo-estadunidense, topologista que passou a maior parte de sua carreira no Instituto Courant de Ciências Matemáticas da Universidade de Nova Iorque.
Nasceu em Bruxelas, Bélgica, imigrando com seus pais para Nova Iorque em 1950, onde passou a maior parte de sua adolescência. Em 1963, como um sênior da Bronx High School of Science, ganhou o primeiro lugar do Westinghouse Science Talent Search por seu trabalho "The Theory of Semi-cyclical Groups with Special Reference to Non-Aristotelian Logic." É mais conhecido por seu "codimension one splitting theorem", que é uma ferramenta padrão em dimensões superiores da topologia geométrica, e diversos resultados fundamentais provados com seu colaborador Julius Shaneson. Seus trabalhos incluem diversos resultados em teoria dos nós e aspectos da topologia de baixa dimensão. Forneceram os primeiros exemplos não-triviais da conjugação topológica de transformações lineares, que levou a um afloramento das pesquisas sobre o estudo topológico de espaços com singularidades.
Em 2012 foi eleito fellow da American Mathematical Society.
Foi palestrante convidado do Congresso Internacional de Matemáticos em Helsinque (1978).

## Obras
- A splitting theorem for manifolds and surgery groups, Bulletin AMS, Volume 77, 1971, p. 281–286
- com Shaneson The codimension two placement problem and homology equivalent manifolds, Annals of Mathematics, Volume 99, 1974, p. 277–348
- com Shaneson Non-linear Similarity, Annals of Mathematics, Volume 113, 1981, p. 315–355
- com Shaneson There exists inequivalent knots with the same complement, Annals of Mathematics, Volume 103, 1976, p. 349–353
- com Shaneson, Mark Steinberger, James E. West Nonlinear conjugacy begins in dimension six, American Journal of Mathematics, Volume 111, 1989, p. 717